# Ziyarat
En el islam, ziyara(h) (en árabe: زيارة‎, romanizado: ziyārah, lit. 'visita') o ziyarat (en persa: زیارت‎, romanizado: ziyārata, lit. 'peregrinaje') es una forma de peregrinaje a sitios asociados con Mahoma, los miembros de su familia y descendientes (incluyendo los imanes chiíes), sus compañeros y otras figuras veneradas en el islam como profetas, valíes (santos) sufíes y eruditos islámicos. Los sitios de peregrinaje incluyen mezquitas, santuarios (maqams), campos de batalla, montañas y cuevas.
Ziyārat puede referirse también a una forma de súplica hecha por los chiíes, en la que envían salutaciones y saludos a Mahoma y a su familia.
Tanto en el islam suní como chií el concepto de Ziyarah se encuentra en muchas y diversas partes del mundo musulmán, especialmente en aquellas partes en las cuales el sufismo fue la principal forma de expansión del islam. La principal excepción a esta tolerancia hacia el ziyara históricamente se encuentra en aquellas regiones en las cuales la escuela Hanbalí de jurisprudencia ha predominado. Desde el siglo XVIII este ha sido el caso principalmente en la península arábiga bajo la influencia de las formas Wahabi y Salafi de puritanismo islámico, que evitan toda innovación en el culto que no haya sido claramente sancionada por el Profeta (bida).
Sin embargo, a lo largo de la mayor parte de África, Anatolia y Asia Occidental, del Sur y Sudeste, peregrinos han visitado santuarios durante siglos, con muchas variaciones en arquitectura y en rituales. Los mazares son visitados por peregrinos todo el año, buscando bendiciones (baraka) de los santos sepultados en la tumba-santuario. Con frecuencia, uno o dos «diputados» o seguidores respetados del santo se encuentran enterrados en el mismo complejo. El aniversario de la muerte del santo (urs, que también significa «boda»), es ocasión de grandes visitas y celebraciones por parte de sus devotos. Para grandes santos, el urs era ocasión de un ziyara marcado por celebraciones alegres, bailes y oraciones rituales.
Si bien muchas élites religiosas locales inclinadas a la reforma (ulemas) han sostenido que las visitas a santuarios sufíes son una innovación no-islámica (bida) y por tanto prohibidas, muchos otros han aceptado tales prácticas como expresiones locales de piedad musulmana. Los rituales de las ziyaras a menudo atraen a cristianos, hindúes y miembros de otras comunidades religiosas que viven entre musulmanes que visitan los altares o cerca de ellos, haciendo de esta manera que el ziyara se vuelva una negociación ritual de inclusividad comunitaria en áreas donde los musulmanes y los no-musulmanes viven con límites tenues entre sus comunidades. Esto diferencia la práctica del ziyara de los deberes religiosos del hach.
Con todo, para muchos musulmanes a lo largo de los siglos, las dos formas de peregrinación se han practicado. Por ejemplo, en las épocas premodernas del viaje por tierra, peregrinos de España y de África del Norte que hacían la hach solían hacer una parada en Tanta, en el delta egipcio, para visitar el santuario de Ahmad al-Badawi. Aunque tales rituales son de origen tradicional y premoderno, en regiones donde el peregrinaje ziyara es común y está firmemente enraizado en las prácticas locales, se pueden ver con frecuencia musulmanes urbanos modernos entre los peregrinos que celebran los aniversarios de estos santos.

## Terminología
Ziyarat proviene del árabe زار, 'visitar'. En el islam, se refiere a una visita piadosa, peregrinación a un lugar santo, tumba o santuario. Los musulmanes iraníes y del sur de Asia utilizan la palabra ziyarat para referirse tanto a la peregrinación Hach a La Meca como a las peregrinaciones a otros sitios, como son las visitas a un lugar santo. En Indonesia, el término es ziarah para las visitas a tumbas o lugares santos.
Diferentes países de mayoría musulmana, hablando muchas lenguas diferentes, usan palabras diferentes para estos sitios donde se lleva a cabo el ziyarat:
- Ziyāratgāh – Palabra persa que significa «lugares de Ziyarat»
- Imāmzādeh – En Irán, las tumbas de los descendientes de los Doce Imanes
- Dargah, en turco: Dergâh: en Urdu, persa: درگاہ;, en hindi: दरगाह:; literalmente: «umbral  [del santuario espiritual de la santa persona enterrada]» (el santuario es considerado un «umbral» a un reino espiritual), término usado en Asia del Sur, Turquía y Asia Central para las tumbas de santos sufíes.
- Ziarat o Jiarat – en el sudeste asiático
- Ziyaratkhana – En el sur de Asia (menos común)
- Gongbe (en chino: 拱北) en China (del persa gonbad, 'domo')
- Mazar – Un término general que significa santuario, típicamente el de un santo o noble chií.
- Maqam – Un santuario construido sobre el sitio asociado con un santo musulmán o una figura religiosa.

## Perspectivas sobre el Ziyarat

### Perspectiva suní

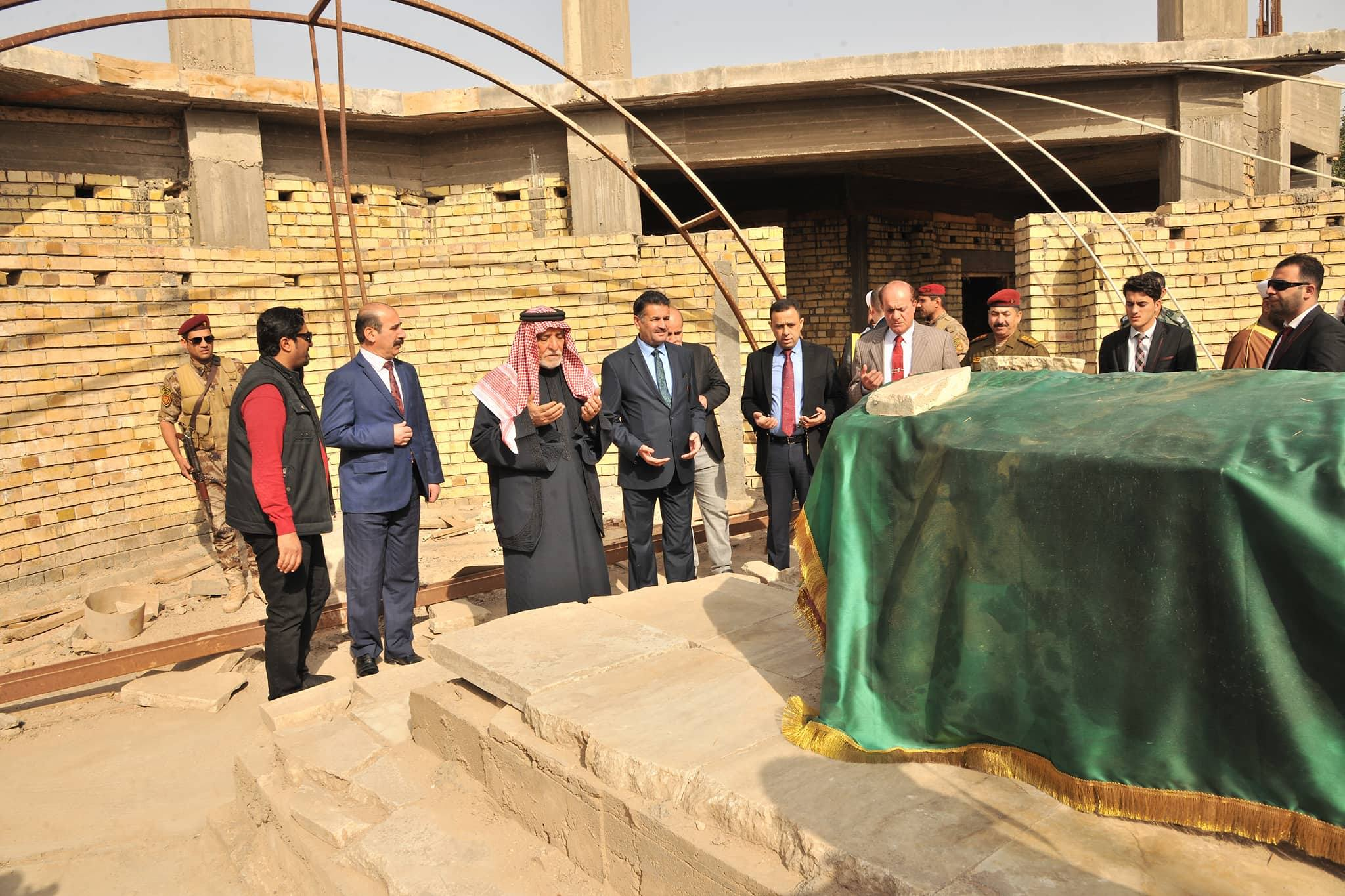
Suníes rezando en la tumba de Talhah Bin Ubaydallah en Basora, Irak

Más que cualquier otra tumba en el mundo islámico, el santuario del Profeta Mahoma en Medina se considera una fuente de bendiciones para los visitantes. Un hadiz del Profeta declara que, «A aquel que visite mi tumba le será otorgada mi intercesión» y en una versión diferente «Intercederé por aquellos que me hayan visitado a mí o a mi tumba». Visitar la tumba del Profeta después del peregrinaje es recomendado por la mayoría de eruditos de las leyes suníes.
Los primeros eruditos del salaf, Ahmad Ibn Hanbal (muerto en el 241 AH/ 855 d. C.), Ishaq Ibn Rahwayh (muerto en 238 SH), Abdullah ibn Mubarak (muerto en 189 AH) y el Imán Shafi'i (muerto en 204 AH) permitieron todos la práctica de la Ziyarah a la tumba del Profeta.
De acuerdo con el erudito hanbalí Al-Hasan ibn 'Ali al-Barbahari (muerto en 275 AH), es obligatorio también dar salutaciones (salam) a Abu Bakr al-Siddiq y a Úmar ibn al-Jattab tras haber dado salutaciones al Profeta.
El académico del hadiz Qadi Ayyad (muerto en 554 AH) declaró que visitar al Profeta era «una sunna de los musulmanes sobre la que había consenso, y una acción buena y deseable».
Ibn Hajar al-Asqalani (muerto en 852 AH) explícitamente declaró que viajar a visitar la tumba del Profeta era «una de las mejores acciones y el más noble de los actos piadosos con el cual se acerca uno a Dios, y su legitimidad es asunto de consenso».
De manera similar, Ibn Qudamah (muerto en 620 AH) consideraba que el Ziyarat al Profeta era recomendable, como lo era también buscar intercesión directamente del Profeta en su tumba.
En contraste, Ibn Taymiyyah condenó todas las formas de búsqueda de intercesión por parte de los muertos y afirmó que todos los hadices (ahadith) invitando a visitar a la tumba del Profeta eran fabricados (mawdu‘). Esta idea de Ibn Taymiyya fue rechazada por la mayoría de eruditos suníes tanto durante su vida como después de su muerte. El maestro shafi'i del hadiz Ibn Hajar al-Asqalani declaró que «Ésta es una de las posiciones más feas que se ha reportado de Ibn Taymiyya». El erudito hanafí del hadiz Ali al-Qari declaró que, «Entre los hanbalíes, Ibn Taymiyya se ha ido a un extremo por prohibir el viajar a visitar al Profeta – que Dios le bendiga y le conceda la paz». Qastallani declaró que «el Jeque Taqi al-Din Ibn Taymiyya tiene declaraciones abominables y extrañas en este asunto, al efecto que viajar para visitar al Profeta está prohibido y no es una acción piadosa».
Otros eruditos históricos que recomendaban el Ziyarah fueron el Imán al-Ghazali (muerto en 505 AH), el imán Nawawi (muerto en 676 AH) y Muhammad al-Munawi (muerto en 1031 AH).
Las tumbas de otras figuras religiosas musulmanas son también son respetadas. El hijo de Ahmad ibn Hanbal, de nombre Abdullah, uno de los principales juristas del sunismo, declaró según reportes que prefería ser enterrado cerca del santuario de un santo distinto a su propio padre.

### Perspectiva chií
En el chiismo se han esgrimido razones por las cuales los chiíes que participan en la Ziyarah no implican la adoración a las personas enterradas en las tumbas. Tanto el ayatolá Boruyerdí como el ayatolá Jomeiní afirmaron que:
Es haram (prohibido) postrarse ante nadie que no sea Alá. Si el acto de prostación frente a los altares de los Imanes Infalibles es una forma de dar gracias a Dios, no hay objeción. De otra forma es haram.
Ayatolá Boruyerdí.
Con todo, los chiíes hacen ziyarah, creyendo que las figuras sepultadas tienen un gran estatus a los ojos de Dios, y buscan que sus oraciones sean respondidas a través de estas personas (una forma de Tawassul).  Sayyid Muhammad Hasan Musawi escribe:
A ellos (las santas figuras) se les pide que supliquen a Alá para que libere a la persona necesitada de su aflicción, pues la salutación de estas santas figuras es aceptada por Alá.

Sayyid Muhammad Hasan Musawi.
A este respecto, Ibn Shu'ba al-Harrani también narra un hadiz del décimo Imām de los imamíes:
Dios tiene algunas áreas en que le gusta que le supliquen, y la oración del que suplica es aceptada (en esas áreas); el santuario de Husáin es una de ellas.
Ibn Shu'ba al-Harrani.

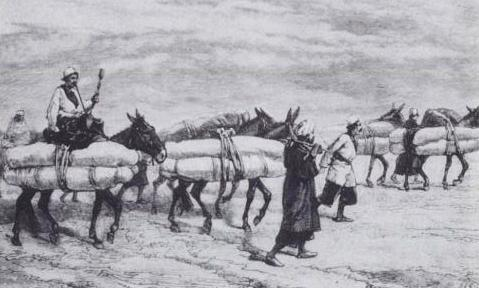
Llevando cadáveres a los Altares Santos, Persia, siglo XIX.

Los chiíes también hacen el Ziyarah a los Imanes, no sólo como una forma de saludar a sus maestros quienes vivieron mucho tiempo antes de que nacieran, sino también como una forma de buscar la cercanía a Dios y más de Sus bendiciones (barakah). Los chiíes no consideran que los hadices recopilados por al-Bujari sean auténticos, y argumentan que si cosas tales como el Ziyarah y el Tawassul era innnovaciones y shirk (idolatría), Mahoma mismo habría prohibido por precaución a las personas visitar tumbas o buscar bendiciones besando la sagrada piedra negra en la Kaaba. Es una popular creencia chií que ser enterrado cerca de las tumbas de los imanes es beneficioso. En los textos sagrados chiíes se declara que el tiempo entre la muerte y la resurrección (barzaj) debería pasarse cerca de los imanes.